# 法姆島鎮區 (明尼蘇達州艾特金縣)
法姆島鎮區（英語：Farm Island Township）是位於美國明尼蘇達州艾特金縣的一個行政鎮區。

## 地方資料
法姆島鎮區的面積為92.50平方千米，當中陸地面積為73.50平方千米，而水域面積為19.00平方千米。根據2020年美國人口普查的數據，當地共有人口995人，而人口密度為每平方千米10.76人。